# Писанко Микола Миколайович
Микола Миколайович Писанко (20 січня 1910, м. Олександрія, Херсонська губернія (нині — Кіровоградська область — 7 березня 1996, м. Генічеськ, Херсонська область) — український художник, теоретик мистецтва, педагог. Член Спілки художників України (1951).

## Життєпис
Микола Писанко народився у місті Олександрія (нині Кіровоградської області). Змалку захоплювався малюванням, відтворював на папері природу, птахів, людей. 1935 року закінчив живописний факультет Одеського художнього училища ім. М. Б. Грекова. По закінченню навчального закладу працював науковим співробітником Одеського художнього музею.
З перших днів німецько-радянської війни був на фронті, після отримання важкого поранення проходив курс лікування та відновлення у військовому шпиталі м. Душанбе. Після одужання повернувся до теорії мистецтва. У різні роки працював у художніх училищах Душанбе, Миргорода, Сімферополя.
Проте одним із найплідніших та цікавих творчих періодів у житті художника розпочався наприкінці 1950-х років, коли він переїхав на Херсонщину до м. Генічеська. Тут Микола Миколайович певний час працював у Генічеському районному Будинку піонерів, де вів гурток образотворчого мистецтва. Серед його вихованців є багато митців і нині знаних у Генічеську — живописці Олександр Іванов, Олександр Крапко, Анатолій Малявка, Алік Ткач, Людмила Камінська, Микола Осадченко, Анатолій Парнюк, Олександр Чорноног, Віталій Піхуля, архітектор Микола Овдієнко, скульптор Валерій Кольцов, художник-кераміст Володимир Шпак та багато інших.
На початку 1960-х років Микола Писанко читав лекції у клубі творчої молоді при київському Жовтневому палаці культури. Їх слухали Микола Вінграновський, Алла Горська, Віктор Зарецький, Веніамін Кушнір, Василь Гурін та ще багато відомих шестидесятників. Протягом 1960-1970-х років виступав з лекціями та показом тематичного матеріалу у багатьох, тоді радянських містах: Житомирі, Вільнюсі, Талліні, Казані, Херсоні, Сімферополі, Києві.
Перша книга Микола Писанко «Рух, простір і час в образотворчому мистецтві» була готова до друку ще у 1960-их роках, проте вийшла друком у Києві лише 1996 року.
Микола Писанко пішов із життя 7 березня 1996 року, у віці 86-и років та похований у Генічеську.

## Вшанування пам'яті
Незначна частина його картин нині експонується у Херсонському художньому музеї ім. О. Шовкуненка та у виставковій залі Генічеського краєзнавчого музею.
2008 року на кошти районного бюджету було видано декілька книг, присвячених творчості М. М. Писанка, авторами яких стали його учні Віталій Піхуля та Анатолій Малявка.
У жовтні 2009 року близько двадцяти робіт митця експонувалися у столичному палаці мистецтв «Україна» під час творчого звіту аматорських та художніх колективів Херсонщини.
З нагоди 100-річчя від дня народження Миколи Миколайовича, 2010 року, у Генічеському краєзнавчому музеї було відкрито зал творчості митця, де зібрані його особисті речі, малюнки, картини, а на будинку, де він працював, встановлено меморіальну таблицю.

## Галерея

«Перекрутила» (акварель, 1976)
«Дитинство» (акварель, 1976)
«Батьківство» (з серії «Не втратьте мужність і силу», 1976).